# Adi Xancara
Adi Xancara ou Sancara (em sânscrito: आदि शङ्कराचार्य; romaniz.: Ādi Śaṅkarācāryaḥ) foi um metafísico, teólogo, monge errante e mestre espiritual  indiano. Foi o principal formulador doutrinal do Advaita Vedânta, ou Vedânta não-dualista. Segundo a tradição, foi uma das almas mais excelsas que já encarnaram neste planeta, chegando a ser considerado uma encarnação do deus hindu Xiva. Sua vida encontra-se envolta em mistérios e prodígios que a tornam semelhante às de outros insignes mestres espirituais da humanidade, como Jesus, Moisés e Buda. Diferentemente destes, contudo, Xancara não foi o fundador de uma religião, mas o renovador de uma, no caso o Hinduísmo.
Escreveu profundos comentários sobre os Upanixades, o Bagavadeguitá e outros livros da sabedoria hindu. Xancara sistematizou as obras de filósofos anteriores. O tema central dos escritos de Xancara é o conhecimento libertador da identidade do Self (Ātman) e Brahman.

## Biografia

### Nascimento e primeiros anos
Não se sabe ao certo onde e quando nasceu. Alguns o fazem aparecer no século II a.C., já outros fazem a data avançar até mesmo ao século X. Para teósofos como T. Subba Row, ele nasceu em 510 a.C, conforme inscrições encontradas em Conjeverão, Seringueri, Jaganata, Benares e Caxemira. Existe a tendência, entre os orientalistas europeus, de situar seu nascimento em torno do século VIII da era Cristã. Igualmente, o local de seu nascimento é objeto de disputas, sendo indicadas as povoações de Seringueri, Sasala-grama, Cidambarapura, Kalati e, por fim, Kalpi.
Sivaguru e Aryamba, seus futuros pais, há muito desejavam um filho. Então, conforme a história, Xiva lhes apareceu em sonho, perguntando se desejavam um único filho, que seria o mestre mais brilhante de sua geração mas morreria jovem, ou muitos rebentos, todos porém medíocres. Optando pela primeira alternativa, nasceu então Xancara. A tradição oral relata a ocorrência de diversos prodígios na ocasião de seu nascimento, como o congraçamento de feras anteriormente hostis entre si, a emanação sobrenatural de fragrâncias por árvores e outras plantas, a audição de cantos celestiais e outros fenômenos que espelhariam a alegria da natureza e dos deuses com seu nascimento.
Narra-se que com apenas um ano de vida teria aprendido o alfabeto sânscrito, aos dois já saberia ler e, aos três, teria estudado os Kavyas e os Puranas. Com sete anos, suas luzes já eram tantas que deixou o professor e voltou para casa. Ainda na infância, começou a operar milagres, curando a mãe e provocando a cheia de um rio.
Na mesma época, o sábio Agastya profetizou à mãe de Xancara que seu filho não ultrapassaria os 32 anos de vida. Percebendo a fragilidade do mundo material, Xancara decidiu assumir a vida de asceta errante. Encontrando a objeção materna, venceu a oposição com outro milagre. Tendo ido banhar-se em um rio, seu pé foi abocanhado por um crocodilo. Acorrendo a mãe ao local, foi-lhe dito que a fera não o soltaria se ela não concordasse com o propósito do jovem, e então ela cedeu.

### Sua trajetória

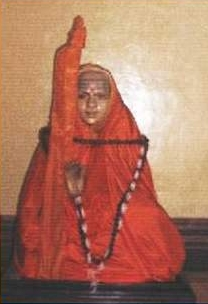
Estátua representando Xancara no Xancara Charia Mandir, em Alaabade, na Índia

Após deixar a mãe aos cuidados de parentes, e já não tendo pai, partiu Xancara em perambulação por florestas e cidades, até chegar à caverna onde Govinda Yati estabelecera seu refúgio. Solicitando admissão como discípulo, foi aceito, e aprendeu sobre Brahman através de quatro motes:
- O conhecimento é Brahman;
- Esta alma é Brahman;
- Tu és Aquele; e
- Eu sou Brahman.

Logo após ser aceito, estando seu mestre em profunda meditação, absorto do mundo, Xancara produziu outro milagre, acalmando uma furiosa tempestade que se desencadeara sobre o local. Despertando Govinda de sua meditação, e percebendo o que o jovem discípulo fizera, felicitou-o, abençoou-o e recomendou que fosse à cidade santa de Benares pare receber as bênçãos da Divindade, despedindo-o com a exortação: "Por teu feito glorioso, vai então, e começa a salvar a humanidade".
Chegando a Benares, passou ele também a aceitar discípulos, apesar de ainda não ter passado dos doze anos de idade. O primeiro foi Sananda (Padma-pada), que seria seu favorito. Provavelmente houve muitos outros, mas só nos chegaram os nomes de mais três: Suresvara, Totaka (ou Trotaka), e Hastamalaka. Xancara transferiu-se então para Badari, à margem do Ganges, onde compôs sua obra-prima, um comentário sobre os Brahma-sutras. Outras obras se seguiram, como os comentários sobre os Upanixades e outras obras clássicas indianas.
Depois destes feitos, Xancara passou a ser largamente conhecido, atraindo a admiração de muitos seguidores, e também a inveja e fúria assassina de inimigos. Nas muitas disputas filosóficas em que entrava, saía sempre vitorioso, incluindo na que travou com o sábio Vyasa, que lhe apareceu disfarçado como um idoso brâmane. Após oito dias de debate, atestando o profundo conhecimento do jovem, Vyasa concedeu-lhe dezesseis anos adicionais à sua perspectiva de vida, a fim de que ele completasse seu trabalho de reformar o hinduísmo.
Daí em diante, Xancara passou de cidade em cidade, e de vitória em vitória em todas as querelas filosóficas, e operando ainda diversos outros milagres, como o de entrar na casa de Mandana Misra (ou Vixevarupa) pelos ares. Mandara Misra era um grande filósofo, com o qual disputou, vencendo-o e chamando-o de discípulo. A esposa dele, Barati, considerada uma encarnação de Sarasvati, também foi instada a debater, sendo vencida em todos os pontos salvo um, a respeito da natureza do amor, tema com o qual o jovem Xancara não tinha familiaridade alguma, tendo sido um asceta celibatário por toda a vida. Entretanto, pediu à deusa um adiamento de um mês, a fim de que pudesse encontrar a resposta requerida, e partiu.
A oeste da cidade deparou-se com uma multidão que estava a prantear um rei, Arnaruka, recentemente falecido. Decidido a aproveitar a oportunidade, confiou seu próprio corpo ao cuidado dos seus discípulos, e em segredo fez sua alma entrar no corpo do rei morto, que despertou novamente para a vida, sem entretanto revelar sua verdadeira identidade. A multidão, em júbilo, levou-o de volta ao palácio real, onde o asceta disfarçado de rei entregou-se aos braços da esposa do defunto, com o objetivo de aprender tudo sobre a Ciência do Amor, o que fez com tal brilhantismo que pôde escrever um tratado sobre o tema. Porém, percebendo todos que seu "rei" voltara à vida muito mais sábio do que quando dela partira há tão pouco tempo, começaram a suspeitar de um possível intercâmbio de almas, e ordenou-se, sem seu conhecimento, que todos os cadáveres do reino fossem imediatamente cremados.
Enquanto isso, seus discípulos, tendo transcorrido um tempo maior do que o previsto para seu retorno, iniciaram sua busca, e acabaram por chegar à cidade real, onde ouviram a história da ressurreição do velho rei e, com cantos e lamentos, tocaram a consciência interna de Xancara, fazendo-o abandonar o corpo emprestado. Retomando o seu, que neste momento já estava sendo entregue às chamas, conforme a ordem dos ministros (ou da própria viúva, segundo outras versões) do rei, voltou então à casa de Mandana, respondeu à pergunta de Sarasvati e converteu Mandana ao vedantismo.
Voltando a perambular, soube que sua mãe estava à beira da morte e acorreu ao seu encontro, tranquilizando-a na hora do desenlace. Sendo impedido por seus parentes de oficiar os ritos de cremação, por ser um asceta, não obstante ele emitiu um fogo de sua mão que incinerou o corpo da mãe.
Depois disso, o sábio continuou em suas peregrinações, visitando diversos reinos, estabelecendo templos, reformando antigos cultos e debatendo incansavelmente com todos os grandes luminares que encontrou, corrigindo os erros que maculavam a pureza da doutrina Hindu. Ouvindo falar de um templo em Caxemira que só podia ser aberto por um ser onisciente, para lá se dirigiu a fim de abrir sua porta sul, a única que ainda permanecia fechada. Sendo examinado pelos doutores, foi considerado apto e, estando prestes a assumir sua cátedra, foi novamente interpelado por Sarasvati. A deusa objetou dizendo que só um indivíduo imaculado poderia ocupar aquela cadeira, aludindo à experiência carnal que ele tivera no corpo do rei falecido. Em resposta, Xancara argumentou que ele não poderia ser responsável pelos pecados de um outro corpo, com o que Sarasvati deu-se por satisfeita, permitindo-lhe a apoteose.
Após outras peregrinações, acabou seus dias conforme havia sido profetizado, com 32 anos, subido aos céus, como diz a lenda, cercado de deuses e sábios que cantavam a palavra "Vitória".

## Sua sabedoria
Os escritos de Xancara têm uma grande lucidez e profundidade, penetrante insight e grande habilidade analítica. Apesar disso, sua abordagem dos temas é mais religiosa e psicológica do que puramente lógica, o que o torna, na apreciação contemporânea, mais um grande reformador religioso do que um filósofo. Sua obra traz um grande conhecimento do saber Bramânico ortodoxo da época, bem como do budismo mahayana. Muitas vezes, tem sido criticado como um budista disfarçado, pela similitude de sua doutrina com aquela do Buda. Mesmo assim, combateu muitos pontos da doutrina Budista ou adaptou-os à sua interpretação advaíta do Vedanta.
Na época de Xancara, o hinduísmo havia se modificado muito sob a influência do budismo e do jainismo. Xancara enfatizou a importância dos Vedas, recuperando, dessa forma, a pureza doutrinal do hinduísmo. Sua teologia sustenta que a ignorância espiritual (avidya) é causada pela visão de um eu onde não existe eu algum.
Xancara propôs que embora o universo dos fenômenos seja de fato experimentado, não obstante ele não é a verdadeira realidade. Não renega o universo, mas diz que a verdade derradeira é Brahman, que está além do tempo, do espaço e da cadeia de causação. Apesar de ser a causa eficiente do universo, Brahman não se encontra limitado por esta sua autoprojeção, transcendendo toda dualidade ou pares de opostos (donde o termo advaíta, ou não dual). O indivíduo deve entender sua verdadeira natureza e ser, que não é a mudança e a mortalidade, mas sim a beatitude eterna. Para compreendermos o verdadeiro móvel de nossos atos e pensamentos devemos despertar para a unidade do ser. Já que a mente limitada do indivíduo não pode abarcar o Eu universal ilimitado, a mente individual deve ser transcendida para conseguirmos a união com a consciência universal.
Xancara denunciou o sistema de castas e os rituais como tolices, e ensinou que a verdade deve ser atingida pela meditação sobre o amor divino. Sua maior lição é que a razão e a filosofia abstrata não são suficientes para aquisição da liberdade (moksha), sendo imprescindível o altruísmo (a negação do eu pessoal) e o amor orientado pela discriminação (viveka). A acusação de influência Budista é negada com a refutação da negação do ser (shunyata) dos Budistas, acreditando que o Brahman não manifesto se manifesta efetivamente como Ishvara, o ser excelso e perfeito que é adorado sob vários nomes.

### O Advaita e seu fundador
O Advaita Vedanta é uma doutrina filosófica hindu centrada na noção de não dualidade (a significa "não", dvaita significa "dual") entre o mundo e o absoluto, e na consciência de que a única coisa que realmente existe é Brahman. Além de negar a realidade autônoma do mundo fenomênico, o Advaita defende que não existe uma real oposição entre o Eu e Brahman, sendo eles um único ser. Sua origem estaria nos ensinamentos de Gaudapada, mas, de fato, é com Xancara que o Advaita é fundamentado e consolidado. Muitos ocidentais, assim como inúmeros indianos, consideram Adi Xancara como o maior dos filósofos hindus. É comparado por muitos autores a Platão, Santo Tomás, Espinosa e Hegel em função da profundidade e estilo de sua metafísica.
Suas obras podem ser classificadas em três tipos: comentários aos Upanixades, aos Brahma Sutras e ao Bagavadeguitá; tratados filosóficos e hinos religiosos. Os comentários tencionam buscar na literatura hindu anterior os fundamentos das teses do Advaita e, paralelamente, interpretar tais escritos na perspectiva do próprio Xancara. Já os tratados possuem um caráter metodológico e didático, visando aos estudantes da doutrina e apresentando as dificuldades no entendimento do Advaita e as maneiras de superá-las. Por fim, os hinos religiosos limitam-se a devoção e glorificação da divindade.
Antes de se apresentar a doutrina de Xancara mais detalhadamente, faz-se necessário contextualizar o Advaita Vedanta na ampla, complexa e, em parte, desconhecida história do hinduísmo.

### A literatura védica
Os Vedas são o conjunto de textos sagrados que formam a base religiosa e cultural do hinduísmo. O palavra veda, originada da raiz sânscrita vid, significa "sabedoria" ou "conhecimento". É provável que suas partes mais antigas tenham surgido por volta de 1500 e 1200 a.C., ou seja, séculos antes da fixação dos poemas homéricos (sécs. VIII ou VII a.C.) em uma forma escrita e que fazem dos Vedas, no mínimo, contemporâneos dos trechos mais antigos do Pentateuco.
Posteriormente a sua composição, os Vedas foram organizados em coleções, ou Samhitas: o Rig Veda, que é o mais antigo documento da literatura hindu, e contém textos tratando de sacrifícios, homenagens aos deuses e descrições mitológicas, o Yajur Veda de caráter litúrgico, Sama Veda que é uma coleção de cantos acompanhados de notações musicais para o culto e, por fim, o Atharva Veda cujo conteúdo é uma coleção de hinos, fórmulas rituais, narrativas populares.
Posteriormente, por volta dos séculos X e IX a.C., inicia-se uma nova fase na história do hinduísmo com o surgimento de uma literatura que comenta os Vedas, os chamados Brahmanas. Segundo Émile Gathier, seriam uma "ciência do sacrifício", pois esclareceriam os ritos e fórmulas litúrgicas. O "Brahmana das Cem Trilhas" é a primeira grande obra da literatura védica escrita em prosa e contém a especulação mais antiga sobre Brahman e sua natureza como princípio absoluto
Pequenos textos, os Aranyaka, "Tratados da floresta", obra de anacoretas (rixis) que viviam em matas, distantes da massa popular, avançam em um tratamento mais especulativo e alegórico das práticas rituais, sendo considerados uma transição entre as compilações ritualísticas dos Brahmanas e o vigor filosófico posterior dos Upanixades. O nome, além da referência óbvia aos já referidos autores, é originada pela crença de serem uma "doutrina tão poderosa que exigiria, para ser divulgada, a sombra das grandes árvores"
No período entre os anos de 750 e 550 a.C., surgem os primeiros Upanixades, forma clássica da especulação filosófica hindu. A etimologia do termo é controversa, mas a versão mais aceita seria upa, significando "próximo", ni, "embaixo" e sad, "sentar", indicando uma doutrina "dita ao pé do ouvido": uma referência ao ato do discípulo em sentar-se junto ao mestre para ouvir-lhe as instruções. São textos, em sua maioria, anônimos, e que adotam diversas formas literárias, desde parábolas e diálogos até máximas e poemas.
Apesar de ainda ligados ao ritualismo sofisticado da literatura anterior, os Upanixades já expressam, de maneira assistemática, doutrinas que são encontradas na filosofia ocidental: monismo, idealismo e solipsismo. As perguntas fundamentais da "filosofia propriamente dita", como "de onde viemos", "qual o fundamento da realidade" já estão presentes. Neles, a noção de Brahman como fundamento absoluto do mundo e a identidade entre o eu individual e o Eu divino são abertamente defendidas e aprofundadas.
Por volta do ano de 550 a.C., a filosofia na Índia passa a se caracterizar por uma maior exigência crítica e sistemática. Os Upanixades apresentavam incongruências que poderiam levar a crenças dispares e conflitantes. Segundo Hocking, "juntamente com tendências acentuadas para o monismo, há (...) enunciados que justificam um dualismo". Soma-se, a isso, o imperativo de não romper o liame entre o hinduísmo do presente e suas raízes védicas e o de atacar o surgimento de seitas tidas como heréticas: os jaínas e budistas. Dessa situação, formalizaram-se seis sistemas, os Darxanas, literalmente, "pontos de vista": Niaia, Vaisexica, Sanquia, Ioga, Mimança e Vedanta. A obra de Xancara situa-se no contexto deste último.
"Vedanta" significa "o fim dos Vedas" ou "a significação última dos Vedas". Ao Vedanta, também se aplica a expressão sânscrita Uttara Mimamsa – "última investigação". É o sistema clássico da filosofia hindu e tenciona a conciliação entre as diversas tendências manifestas nos Vedas e nos Upanixades. É uma espécie de espiritualismo monista, no qual o Eu individual – o Atman – é reduzido a Brahman, a única e universal realidade, fundamento ontológico do cosmos. O ponto de partida do Vedanta é obra de Badaraiana, o Vedanta Sutra, e, segundo Gathier (1996: 59), é um texto tão conciso em seus aforismos que "em muitas passagens, ele era ainda mais obscuro que os textos que procurava esclarecer". As diferenças entre as mais proeminentes escolas do Vedanta – Advaita, Dvaita e Vixixetadevaita – são, no fundo, diferenças quanto à interpretação de todo o corpus textual acumulado desde a redação do Rig Veda.

### A ontologia e epistemologia do Advaita Vedanta

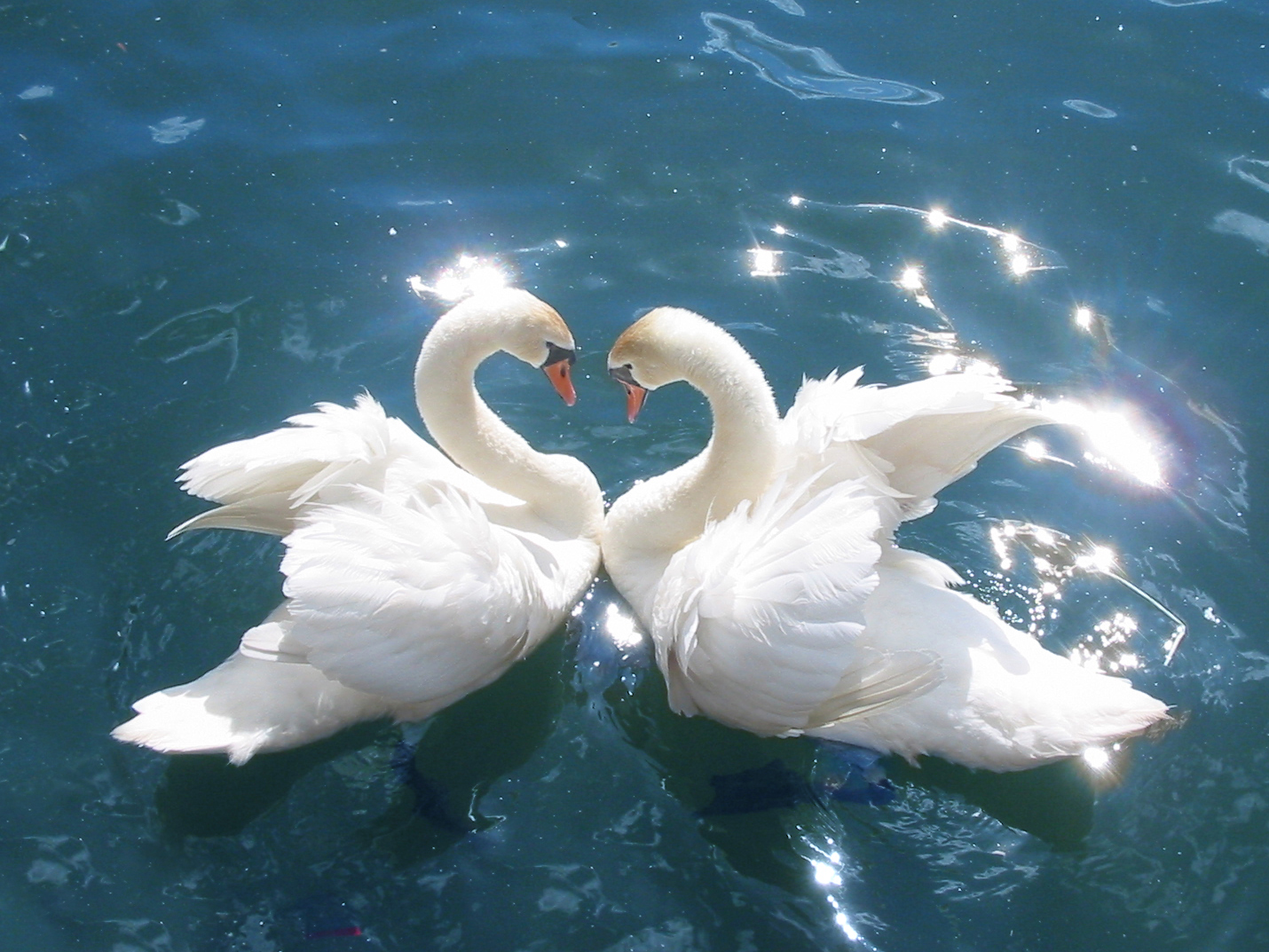
O hamsa (traduzido do sânscrito, "ganso") é um importante símbolo no Advaita Vedanta. Seu significado símbolico são os seguintes: em primeiro lugar, ao repetir verbalmente hamsa, ele se torna soham (traduzido do sânscrito, "Eu sou Isto"). Em segundo lugar, mesmo que um hamsa viva na água, suas penas não são manchadas por ela: da mesma forma, um Advaita liberado vive neste mundo cheio de Maya mas é intocado por suas ilusões. Em terceiro lugar, um monge da ordem do Dashanami é chamado um Paramahamsa ("hamsa supremo")

De um ponto de vista estritamente filosófico, um dualismo desse tipo parece, a princípio, se adequar melhor ao senso comum quando comparado a um monismo, pois estabelece uma separação entre os entes cotidianos e o absoluto, o que preservaria as diferenças, individualidades e a pluralidade dos fenômenos tão evidentes e caros ao senso comum. Estes parecem ser esvaziados de conteúdo ontológico autêntico quando concebidos dentro de um monismo, seja do tipo defendido por Espinosa, que entende os objetos materiais e conceituais como atributos e modos de Deus, seja do idealismo absoluto hegeliano, que concebe o Absoluto como a atividade incessante do Espírito – seja na Natureza ou na consciência e história humana.
Tal é a situação que a filosofia do Advaita, o não dualismo, coloca diante do leitor: como conciliar Bramã; um absoluto tão universal, simples e total; com as coisas, as ideias e os "eus" individuais? Em outras palavras: como o Absoluto se relaciona com o relativo e o contingente? Por isso, entender a ontologia descrita por Xancara é compreender a natureza do Brahman.

#### A natureza do Brahman
Deve-se ressaltar, logo de início, que Xancara não é um racionalista do tipo cartesiano que visa provar por meios puramente intelectuais a existência da divindade. São os Vedas as fontes privilegiadas para o conhecimento do Absoluto e todo e qualquer discurso acerca dele deve partir e voltar para os textos sagrados. O debate em termos estritamente racionais visa apenas armar aquele que já dispõe da verdade frente os adversários heréticos.
A sentença tat tvam asi, "isso é você!" resumiria todo o conteúdo dos Vedas: Brahman é a única realidade, existente em si e para si mesmo, homogêneo, sendo impossível atribuir-lhe algo como características, limites, determinações ou modos. Ele não é um mero objeto passível de ser conhecido. Ele é adrisya: além da capacidade dos sentidos, da mente ou do intelecto. É a "testemunha silenciosa", Saksin. Ninguém está ao seu lado. Ele é turiya – o estado transcendente. Não temos contato direto com o absoluto devido ao fato do mundo, como aparece, é ilusão, um erro derivado do Maya, o poder de Brahman em ocultar sua real natureza. Maya significa "aquilo que não é". Segundo Xancara:
| “ | A verdadeira tradição do Vedanta fez a seguinte declaração: 'quando a alma individual acorda, a alma que esteve mantida nos laços do sono por Maya que não tem começo, então ela conhece a não dualidade eterna, sem forma e desperta (sem sonhos)". | ” |

A ilusão é comparada com a confusão que uma pessoa pode fazer entre uma serpente e uma corda: na escuridão uma corda pode ser aceita como uma serpente. Quando se está na luz, quando o conhecimento da verdade dissipa o Maya, a serpente, que era tida como real, se torna falsa. Assim como a cobra é sobreposta à corda, o mundo e o corpo são sobrepostos à Brahman e ao Supremo Eu. Logo, a realidade fenomênica apenas parece ser diferente da Verdade Absoluta, estando elas "cobertas" pelo Maya. Só quando se possui o verdadeiro conhecimento, Jnana, é que entendemos a natureza da ilusão: ela não é real, pois de posse de Jnana, ela desaparece, mas existe enquanto o saber está envolvido pela ignorância (avidya). Nas palavras do próprio Xancara:
| “ | É uma verdade bem verificada que a noção de identidade do eu individual com o não eu - com o corpo físico e assemelhados -, que é comum a todas as criaturas mortais, é causada por avidya, como uma coluna (na escuridão) é confundida (através de avidya) com um ser humano. (...) de modo similar, a consciência nunca realmente pertence ao corpo - como prazer, dor e aborrecimento - realmente pertence à consciência, ao eu; porque, como decadência e morte, tais atributos são imputados ao eu através de avidya". | ” |

Essa é uma ignorância frente a própria natureza humana, pois existiria, na verdade, uma identidade entre o Eu (Atman) e o Brahman. Não é possível estabelecer provas exteriores acerca da existência do Eu, ele é um dado bruto. De modo cartesiano, Xancara nega a possibilidade de negar o Atman, pois o próprio ato de negar afirma a existência dele: "a existência do Brahman nos é ainda, imediatamente certa por ser ele o Eu de todas as coisas e de cada um (...) cada indivíduo percebe imediatamente sua própria existência e ninguém pensa: ‘eu não existo'" É notável a semelhança entre esse argumento e o argumento do Cogito presente nas "Meditações" de Descartes. A existência indubitável do Atman é visto como uma das evidências da existência do Brahman. Nas palavras do próprio filósofo:
| “ | A alma é a inteligência eterna, pela única razão de que não é um produto mas sim o mais alto e não modificado Bramã que, devido ao contato com seus atributos limitados, aparece como uma alma individual. Essa inteligência constitui a natureza essencial do mais alto Brahman (...) se a alma individual não é nada a não ser o mais alto Brahman, (...) assim como a luz e o calor constituem a natureza do fogo". | ” |

Não se pode confundir o Atman – princípio divino e universal no homem – e por isso mesmo identificado com o Absoluto, com a Jiva, a alma individual, distinta do nosso verdadeiro Eu. Jiva é imerso na ignorância e identifica o Atman com seu corpo, mente e sentidos. Segundo Xancara: "E aquela alma individual deve ser considerada um mero aspecto do Eu supremo, como o reflexo do sol na água; não é diretamente aquilo, mas tampouco é outra coisa. (...) e aquele 'aspecto' é o efeito da ignorância".
Uma das tendências do Advaita que se seguiram às doutrinas de Xancara, a Vivarana, defende a ideia de pratibimba: o eu individual (jiva) seria apenas um mero reflexo, uma imagem distorcida, de Brahman, que seria o objeto que gera tal imagem (DEUTSCH 2004: 305). A confusão entre o objeto real e a imagem seria também Maya. Afirmar a existência do Maya e sua identidade com os fenômenos é decorrência direta da crença na realidade totalizante de Brahman.
Mas como articular a pluralidade e a contingência do mundo com essa natureza totalizante do Brahman? Xancara formula uma diferenciação entre dois níveis de compreensão do Absoluto. Em um nível mais elementar de entendimento, Brahman surge como Saguna: uma divindade (Isvara) pessoal, causa material e direta do mundo e objeto de culto e de rituais – seria o Brahman como pessoa, segundo os Vedas. Um reflexo do absoluto através do véu da ignorância, o avidya, consequência da tentativa de conhecer a Verdade com uma mente sob a influência do Maya.
Posteriormente, seguidores de Xancara diferenciaram claramente o Maya como sendo o mundo como se apresenta, a ilusão, da avidya, ilusão subjetiva causada pelo Maya. Logo, este último tem um caráter objetivo, mesmo sendo imperfeito e ocultando o aspecto real e divino do mundo e do verdadeiro Eu. Tal conclusão distancia o Advaita de um idealismo subjetivo como o professado por George Berkeley, pois os objetos sensíveis existem, independente de serem percebidos ou não. Outra consequência é a possibilidade de confundir o Advaita com um tipo ilusionismo no qual o mundo seria mera "sombra sem substancia, uma pura ilusão, ou um vazio". O mundo, então, não é um vazio ontológico: ele é apenas relativamente real, enquanto Brahman é absolutamente real.
Complementando essa visão pessoal de Brahman, tem-se Nirguna – absoluto, sem finalidade, único, incriado, sem atributos – alcançado unicamente por um saber superior. O absoluto por excelência, livre de qualquer relação ou dependência, condição limite ou mudança. Isto faz dele um ser impessoal, impossível de ser descrito, pois ausente de qualquer determinação, ação ou vontade.
A diversidade e as determinações são evidentes no mundo material, desde os entes mais simples – pedras, vegetais, animais – até mesmo em um único ser humano, com suas diferenças de estados mentais e mudanças físicas. Não é possível enquadrar Nirguna nestes conceitos. Não possível qualificar Nirguna, seja como misericordioso ou como criador. Dotá-lo de atributos seria limitado. Referir-se a Nirguna é adotar tão somente uma via negativa, onde não se pode afirmar nada sobre ele sem limitá-lo de maneira ilegítima. Ele só surge como um deus pessoal, Saguna, quando é sobreposto ao Maya.
Xancara não está propondo uma divindade dual em sua essência. Esta separação seria consequência de nossa capacidade cognitiva e não da natureza de Brahman. Seriam dois pontos de vista acerca de uma mesma Verdade, uma absoluta (paramarthika) e outra relativa (vyavaharika). A primeira considera o Brahman como ele realmente é – Nirguna – e a segunda limita-se ao nossa percepeção e entendimento empírico, e vê Brahman como um deus, causa do mundo. A vyavaharika não teria  validade em um nível cognitivo transcendental, fazendo do ato de aceita um Isvara como apenas uma crença limitada a uma realidade empírica, mas não como a última realidade absoluta.
Desse modo, o imutável Brahman é visto como mutável devido a superposição do não-eu (objetos) ao eu (sujeito, o Atman, identificado com o Brahman). As características dos primeiros são confundidos com as do segundo, gerando a confusão entre o real e o sujeito com o irreal e os objetos. É confundir o Eu com meu corpo, por exemplo. Daí a necessidade por parte da maioria dos homens, envolvidos na ignorância, em ligarem-se a rituais e na crença em um Isvara. É a alma individual, o jiva, em agindo em um plano cognitivo relativamente real. Ela se identifica com o corpo, a mente e os sentidos quando está sob a influência do avidya. Mas quando toma conhecimento do Brahman, e não mais o confunde com Maya, o Eu é comparado com uma bolha que arrebenta em contato com o oceano, tornando-se um com Brahman.

#### Aepistemologiado Advaita
A teoria do conhecimento é necessariamente articulado à ontologia da filosofia de Xancara. A necessidade de se explicar a relação entre Brahman e o mundo material gerou uma diferenciação quanto ao modo como se pode conhecer o Absoluto e não uma diferença  na natureza dele mesmo. A separação entre Nirguna e Saguna advém de nossas capacidades cognitivas. O que leva a considerar tanto os aspectos empíricos como os aspectos metafísicos do conhecimento.
De um ponto de vista puramente metafísico, o conhecimento é identificado com a Pura Consciência, que está além da relatividade do sujeito individual. Essa Consciência é a priori, anterior a qualquer forma de existência material, não podendo ser negada ou afirmada. A existência dos objetos é dada pela luz vinda dessa Consciência, sendo ela, portanto, a última realidade. Os objetos referem-se a ela, mas ela não se relaciona e nem depende destes objetos. Brahman Jnana (o conhecimento de Brahman) não pode ser adquirido via dados empíricos, mas tão somente quando se supera a avidya e se compreende a real natureza do Maya.
O conhecimento empírico é relacional, pois muda conforme os objetos. Seria um saber preliminar, tomado pela ignorância. Brahman, por exemplo, é entendido como causa material do universo e diretamente relacionado com o universo em função desta influência da adhyasa que sobrepõem o Brahman Absoluto ao mundo como um todo. Segundo Padmapada, fundador do Vivarana Advaita:
| “ | Superposição (adhyasa) significa a manifestação da natureza de alguma coisa em outra coisa que não é de sua natureza. Essa manifestação, é razoável sustentar, é falsa (mithya). A palavra mithya tem duplo sentido - denota negação, assim como inexprimibilidade. Aqui, é uma expressão de negação. | ” |

O fundamento do ato de conhecer é o Eu: ele é autoevidente, não necessitando de provas ulteriores, como já foi afirmado. É o fundamento, no sentido de início, do ato de conhecer, é ele que ilumina os objetos a serem desvelados, isto é, conhecidos. Na base de cada eu individual, está a onipresente consciência pura de Brahman. Ele se manifesta nas criaturas e, em uma clara ligação entre epistemologia e ontologia, faz com que as criaturas se manifestem pela iluminação gerada pelo conhecimento.
Tal caráter revelador do conhecimento distancia o Advaita de filosofias da representação que tanto marcaram a filosofia ocidental durante os séculos XVI até o XIX. O ato de conhecer não é um acesso direto às representação mentais que fazemos dos objetos exteriores ao espírito e sim, segundo Xancara, fazê-los presentes, desvelá-los. Tal epistemologia distancia-se também de concepções construtivistas e interpretativas do conhecimento que se tornaram comuns no século XX.

## Influência
Apesar de sua curta vida, sua influência foi desde logo imensa sobre a Índia e o hinduísmo, combatendo veementemente o clericalismo e introduzindo uma forma purificada de pensamento Védico. Sua renovação do hinduísmo tornou esta escola capaz de enfrentar o crescimento do budismo, pavimentando o caminho para os movimentos teístas de Ramanuja e Madhva e contribuindo para o declínio do budismo em grande parte da Índia. Também fundou diversos matha, ou mosteiros. Suas crenças formam a base da tradição Smarta e influenciaram vários pensadores ocidentais contemporâneos.

## Obras
Mais de 300 obras lhe são atribuídas, embora exista consenso dos estudiosos apenas sobre poucas. De autenticidade indisputada são:
- Viveka Chudamani,
- Upadesasahasri,
- Comentário sobre o Brahma Sutra,
- Comentário sobre o Brihadaranyaka Upanishad,
- Comentário sobre o Taittiriya Upanishad,
- Comentário sobre o Vishnu Sahasranama,
- Um hino a Krishna (Bhaja Govindam), e
- Uma bênção invocatória a Shiva e Shakti, respectivamente Shivanandalahari e Saundaryalahari

Também é ele provavelmente o autor de um famoso comentário sobre o Bagavadeguitá, embora haja alguma controvérsia a respeito.